# 膳房堡乡
膳房堡乡，是中华人民共和国河北省张家口万全区下辖的一个乡镇级行政单位。

## 行政区划
膳房堡乡下辖以下地区：
膳房堡村、望虎台村、正北沟村、太平庄村、连针沟村、牛窑沟村、膳南山村、巨德堡村、西湾村、艾和沟村、东洞村、和尚庄村、梁家庄村、窑儿沟村、孙家庄村、新开口村、冯家窑村、菜山沟村、黄家堡村、富民村和大柳沟村。